# Włochy Wartości
Włochy Wartości (wł. Italia dei Valori, IdV) – włoska populistyczna partia polityczna o profilu centrowym, założona przez Antonio Di Pietro, działająca od 1998 i należąca do Partii Europejskich Liberałów, Demokratów i Reformatorów.

## Historia
Ugrupowanie powstało z inicjatywy Antonio Di Pietro, prokuratora znanego z postępowań „antymafijnych” z początku lat 90., ministra robót publicznych w pierwszym rządzie Romano Prodiego (1996–1997), który z ramienia Demokratów Lewicy został w 1998 w Toskanii wybrany do Senatu.
W tym samym roku zainicjowano powołanie nowego ugrupowania, które już rok później przyłączyło się do nowej inicjatywy Romano Prodiego, ugrupowania Demokraci, działającej w ramach Drzewa Oliwnego. W wyborach do Parlamentu Europejskiego w 1999 lista Demokratów uzyskała 7,7% głosów, co przyniosło liderowi IdV mandat europosła. W 2000 Antonio Di Pietro odszedł z partii i reaktywował Włochy Wartości, sprzeciwiając się powołaniu nowego rządu kierowanego przez Giuliano Amato, byłego długoletniego członka Włoskiej Partii Socjalistycznej.
IdV w wyborach parlamentarnych w 2001 wystartowała samodzielnie, prowadząc kampanię wyborczą skierowaną m.in. przeciwko nielegalnej imigracji i centroprawicowej koalicji Silvio Berlusconiego. Ostatecznie partia uzyskała 3,9% głosów, nie wprowadzając żadnych posłów do Izby Deputowanych. Jedyny senator wkrótce po wyborach przeszedł do Forza Italia.
W wyborach do Europarlamentu w 2004 IdV sprzymierzył się z byłym liderem Włoskiej Partii Komunistycznej, Achille Occhetto, tworząc listę wyborczą Di Pietro-Occhetto, z której obaj liderzy uzyskali mandaty.
W 2006 partia została wzmocniona przez byłego burmistrza Palermo, Leolucę Orlando, a także niewielkie grupy rozłamowców z Popolari-UDEUR i Demokratów Lewicy. W wyborach parlamentarnych w tym samym roku partia uzyskała 2,1% głosów (co dało jej 17 posłów i 4 senatorów), będąc członkiem zwycięskiej centrolewicowej koalicji L'Unione. W nowym rządzie Romano Prodiego Antonio Di Pietro został mianowany ministrem infrastruktury.
Przed przedterminowymi wyborami w 2008 Włochy Wartości zblokowały się z Partią Demokratyczną. W wyborach ugrupowanie uzyskało 4,4% głosów, co pozwoliło jej na wprowadzenie 29 deputowanych oraz 14 senatorów. Rok później partia otrzymała 8,0% głosów w wyborach do PE, co przełożyło się na 7 mandatów. W 2013 partia współpracująca z Rewolucją Obywatelską znalazła się poza parlamentem. W tym samym roku jej liderem został Ignazio Messina.